# 袁峰
袁峰（1970年1月—），男，山东新泰人，中国天体物理学家，现任中国科学院上海天文台副台长、研究员、博士生导师，中国天文学会理事。